# May Pang

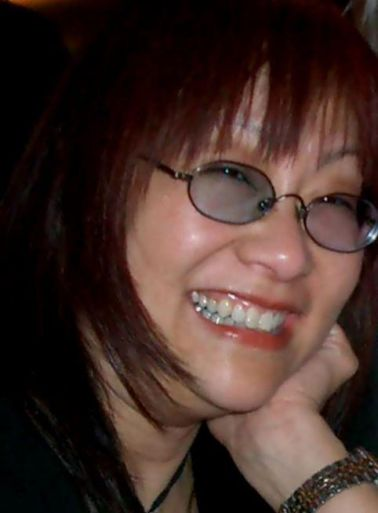
May Pang, 2002

May Pang (* 24. Oktober 1950 in Manhattan, New York City, New York, Vereinigte Staaten als May Fung Yee Pang) ist eine ehemalige US-amerikanische Musikmanagerin. Sie arbeitete für John Lennon und Yoko Ono als persönliche Assistentin und Produktionskoordinatorin.

## Leben und Karriere

### Frühe Jahre und Ausbildung
Pang wurde in Manhattan geboren. Sie ist die Tochter chinesischer Einwanderer und wuchs im New Yorker Stadtteil Spanish Harlem mit einer älteren Schwester und einem Adoptivbruder auf, die beide in China geboren wurden. Pangs Mutter besaß und betrieb in der Gegend eine Wäscherei. Die Familie Pang verließ Spanish Harlem, als die Mietshäuser, in denen sie lebten, abgerissen werden sollten, und zog in eine Wohnung in der Nähe der 97. Straße und 3. Avenue in Manhattan.
Nach ihrem Abschluss an der Saint Michael Academy besuchte Pang das New York City Community College. Sie wollte Model werden, aber Modelagenturen sagten ihr angeblich, sie sei zu „ethnisch“. Zu Pangs frühen Jobs gehörte die Tätigkeit als Song-Plugger, was bedeutete, dass sie Künstler ermutigte, von Songwritern geschriebene Lieder aufzunehmen. 1970 begann sie in New York als Empfangsdame bei ABKCO Records zu arbeiten, Allen Kleins Managementbüro, das zu dieser Zeit Apple Records und drei ehemalige Beatles vertrat: John Lennon, George Harrison und Ringo Starr.
Im Dezember 1970 wurde Pang gebeten, Lennon und Ono bei ihren Avantgarde-Filmprojekten Up Your Legs Forever und Fly zu helfen. Dann wurde Pang Lennons und Onos Sekretär, Faktotum und Laufbursche in New York City und Großbritannien. Dies führte zu einer Festanstellung als ihr persönlicher Assistent, als die Lennons 1971 von London nach Manhattan zogen. Pang koordinierte am 9. Oktober 1971 eine Kunstausstellung in Syracuse, New York, für Onos Kunstshow This Is Not Here im Everson Museum. Onos Show fiel mit Lennons 31. Geburtstag zusammen und es wurde eine Party im Hotel Syracuse gegeben, an der Ringo Starr, Phil Spector und Elliot Mintz teilnahmen.

### „Lost Weekend“: May Pang und John Lennon
Mitte 1973 arbeitete Pang an der Aufnahme von Lennons Album Mind Games. Lennon und Ono hatten Eheprobleme, und Ono schlug Pang vor, Lennons Begleiterin zu werden. Ono erklärte, dass sie und Lennon nicht miteinander auskämen, dass sie sich gestritten hätten und sich auseinanderlebten und dass Lennon anfangen würde, andere Frauen zu treffen. Sie wies darauf hin, dass Lennon gesagt hatte, er fände Pang sexuell attraktiv. Pang antwortete, dass sie niemals eine Beziehung mit Lennon eingehen könne, da er ihr Arbeitgeber und verheiratet sei. Ono ignorierte Pangs Proteste und sagte, dass sie alles arrangieren würde. Ono bestätigte dieses Gespräch später in einem Interview.
Zur Zeit seiner 18-monatigen Beziehung mit Pang befand sich Lennon in einer Phase seines Lebens, die er später in Anlehnung an den gleichnamigen Film und Roman als sein „verlorenes Wochenende“ bezeichnete.
Im Oktober 1973 verließen Lennon und Pang New York und gingen nach Los Angeles, um Mind Games zu promoten. Sie beschlossen, eine Zeit lang zu bleiben und wohnten ein paar Tage in der Wohnung des Anwalts Harold Seider und dann im Haus von Lou Adler. Während seines Aufenthalts wurde Lennon zu zwei Aufnahmeprojekten inspiriert: ein Album mit den alten Rock-’n’-Roll-Songs aufzunehmen, die ihn dazu inspiriert hatten, Musiker zu werden, und einen weiteren Künstler zu produzieren. Im Dezember 1973 arbeitete Lennon mit Phil Spector zusammen, um das Oldie-Album Rock 'n' Roll aufzunehmen. Lennons Alkoholkonsum und Spectors unberechenbares Verhalten (unter anderem, dass er im Kontrollraum des Studios eine Waffe abfeuerte) führten zum Scheitern der Aufnahmesitzungen. Dann nahm Spector, der behauptete, einen Autounfall gehabt zu haben, die Aufnahmen der Sitzung mit und war nicht mehr erreichbar.
Im März 1974 begann Lennon mit der Produktion des Albums Pussy Cats von Harry Nilsson, das so genannt wurde, um dem „Bad Boy“-Image entgegenzuwirken, das sich die beiden in den Medien durch zwei Alkoholzwischenfälle im Troubadour erworben hatten. Der erste ereignete sich, als Lennon sich eine Kotex auf die Stirn schmierte und mit einer Kellnerin aneinandergeriet bei einem Konzert von Ann Peebles, die I Can't Stand the Rain veröffentlicht hatte, eine von Lennons damaligen Lieblingsplatten. Der zweite Zwischenfall ereignete sich zwei Wochen später, als Lennon und Nilsson aus demselben Club geworfen wurden, nachdem sie die Smothers Brothers ausgebuht hatten. Lennon dachte, es wäre eine gute Idee, wenn die Musiker unter einem Dach lebten, um sicherzustellen, dass sie pünktlich im Studio kämen, also mietete Pang ein Strandhaus in Santa Monica für sie, Lennon, Nilsson, Ringo Starr und Keith Moon. Damals ermunterte Pang Lennon, Kontakt zu Familie und Freunden aufzunehmen. Er und Paul McCartney versöhnten sich wieder und spielten zum ersten und einzigen Mal nach der Trennung der Beatles zusammen (siehe: A Toot and a Snore im Jahr 1974). Pang arrangierte auch, dass Julian Lennon seinen Vater zum ersten Mal seit über zwei Jahren besuchte.
Julian begann, seinen Vater regelmäßiger zu sehen. Lennon kaufte Julian zu Weihnachten 1973 eine Gibson Les Paul-Kopie und eine Drum Machine und förderte Julians Interesse an Musik, indem er ihm einige Akkorde zeigte. „Dad und ich kamen damals viel besser miteinander aus“, erinnert sich Julian. „Wir hatten viel Spaß, lachten viel und hatten im Allgemeinen eine tolle Zeit, als er mit May Pang zusammen war. Meine Erinnerungen an diese Zeit mit Dad und May sind sehr klar – es war die glücklichste Zeit, an die ich mich mit ihnen erinnern kann.“ Das Cover von Julians siebtem Album, Jude, zeigt ein Kindheitsfoto von ihm, das Pang aufgenommen hat.
Im Juni 1974 kehrten Lennon und Pang nach Manhattan zurück. Lennon hörte mit dem Trinken auf und konzentrierte sich aufs Aufnehmen von Musik. Lennon hatte bereits Katzen, als er bei seiner Tante Mimi in Liverpool lebte. Er und Pang adoptierten zwei Katzen, die sie ‚Major‘ und ‚Minor‘ nannten. Im Frühsommer arbeitete Lennon an seinem Album Walls and Bridges, als das Paar in eine Penthousewohnung in der 434 East 52nd Street zog. Am 23. August 1974 behaupteten Lennon und Pang, von ihrer Terrasse aus, die einen Panoramablick über Queens bot, ein UFO gesehen zu haben. Um auf die Terrasse zu gelangen, mussten Lennon und Pang aus ihrem Küchenfenster klettern. In der fraglichen Nacht rief ein nackter Lennon aufgeregt Pang zu sich nach draußen auf die Terrasse, und beide beobachteten ein rundes Objekt, das lautlos in weniger als 30 Metern Entfernung schwebte. Lennon rief Bob Gruen an – Lennons „offiziellen“ Fotografen – und erzählte ihm, was passiert war. Gruen schlug Lennon vor, die Polizei anzurufen, aber Lennon lachte darüber und sagte: „Ich werde nicht die Zeitung anrufen und sagen: ‚Hier ist John Lennon, und ich habe letzte Nacht eine fliegende Untertasse gesehen.‘“ Gruen rief das örtliche Polizeirevier an, das bestätigte, dass drei weitere Personen eine Sichtung gemeldet hatten, und die Daily News schrieb, dass fünf Personen eine Sichtung in derselben Gegend von New York gemeldet hatten, in der Lennon und Pang lebten. Lennon bezieht sich auf den Vorfall in dem Lied Nobody Told Me.
Walls and Bridges stieg auf den ersten Platz der Album-Charts. Lennon erreichte mit Whatever Gets You thru the Night seine einzige Nummer-eins-Solo-Single in den USA. Pangs Stimme flüstert Lennons Namen auf #9 Dream. Surprise, Surprise (Sweet Bird of Paradox) wurde über sie geschrieben. Julian spielte Schlagzeug auf dem letzten Stück des Albums, Ya Ya. Während der Aufnahmen zu Walls and Bridges gelangte Al Coury, Vizepräsident für Promotion bei Capitol Records, in den Besitz der chaotischen Spector-Session-Tapes und brachte sie nach New York. Lennon vollendete sein Oldie-Album, das den Titel Rock 'n' Roll trug, mit denselben Musikern, die er für Walls and Bridges eingesetzt hatte. Pang erhielt für ihre Arbeit an Walls and Bridges eine Goldene Schallplatte der RIAA und setzte ihre Arbeit als Produktionskoordinatorin von Lennons Rock 'n' Roll-Album fort, auf dem sie als „Mother Superior“ (Mutter Oberin) aufgeführt wurde. Pang arbeitete auch an Alben von Nilsson, Starr, Elton John und David Bowie.
Als Lennon und Pang Mick Jagger in Andy Warhols Anwesen in Montauk, New York, besuchten, sahen sie ein Cottage im schottischen Stil in der Nähe des Montauk Point Lighthouse zum Verkauf. Im Februar 1975 bat Lennon einen Immobilienmakler, ein Angebot dafür abzugeben. Im selben Monat planten Lennon und Pang auch, Paul und Linda McCartney in New Orleans zu besuchen, wo die Wings das Album Venus and Mars aufnahmen, doch Lennon versöhnte sich am Tag vor dem geplanten Besuch mit Ono, nachdem Ono sagte, sie habe ein neues Heilmittel für Lennons Rauchsucht. Nach dem Treffen kam er weder nach Hause noch rief er Pang an. Als Pang am nächsten Tag anrief, teilte Ono ihr mit, dass Lennon nicht erreichbar sei, da er von einer Hypnotherapiesitzung erschöpft sei. Zwei Tage später erschien Lennon wieder zu einem gemeinsamen Zahnarzttermin; er war so verblüfft und verwirrt, dass Pang glaubte, er sei einer Gehirnwäsche unterzogen worden. Lennon erzählte Pang, er habe sich mit Ono versöhnt und ihre Beziehung sei vorbei. In den folgenden Jahren traf sich Pang einige Male heimlich mit Lennon, aber ihre Beziehung wurde nie wiederbelebt.
Lennon beklagte diese Zeit öffentlich, aber nicht privat. Der Journalist Larry Kane, der sich 1964 mit Lennon anfreundete, schrieb eine umfassende Biografie über Lennon, in der er die Zeit des „Lost Weekend“ detailliert beschrieb. Im Interview mit Kane erklärte Lennon seine Gefühle über seine Zeit mit Pang: „Weißt du, Larry, ich war vielleicht so glücklich wie nie zuvor […] Ich liebte diese Frau [Pang], ich machte wunderschöne Musik und war so zugedröhnt mit Alkohol und so und so.“

### May Pangs Bücher über Lennon

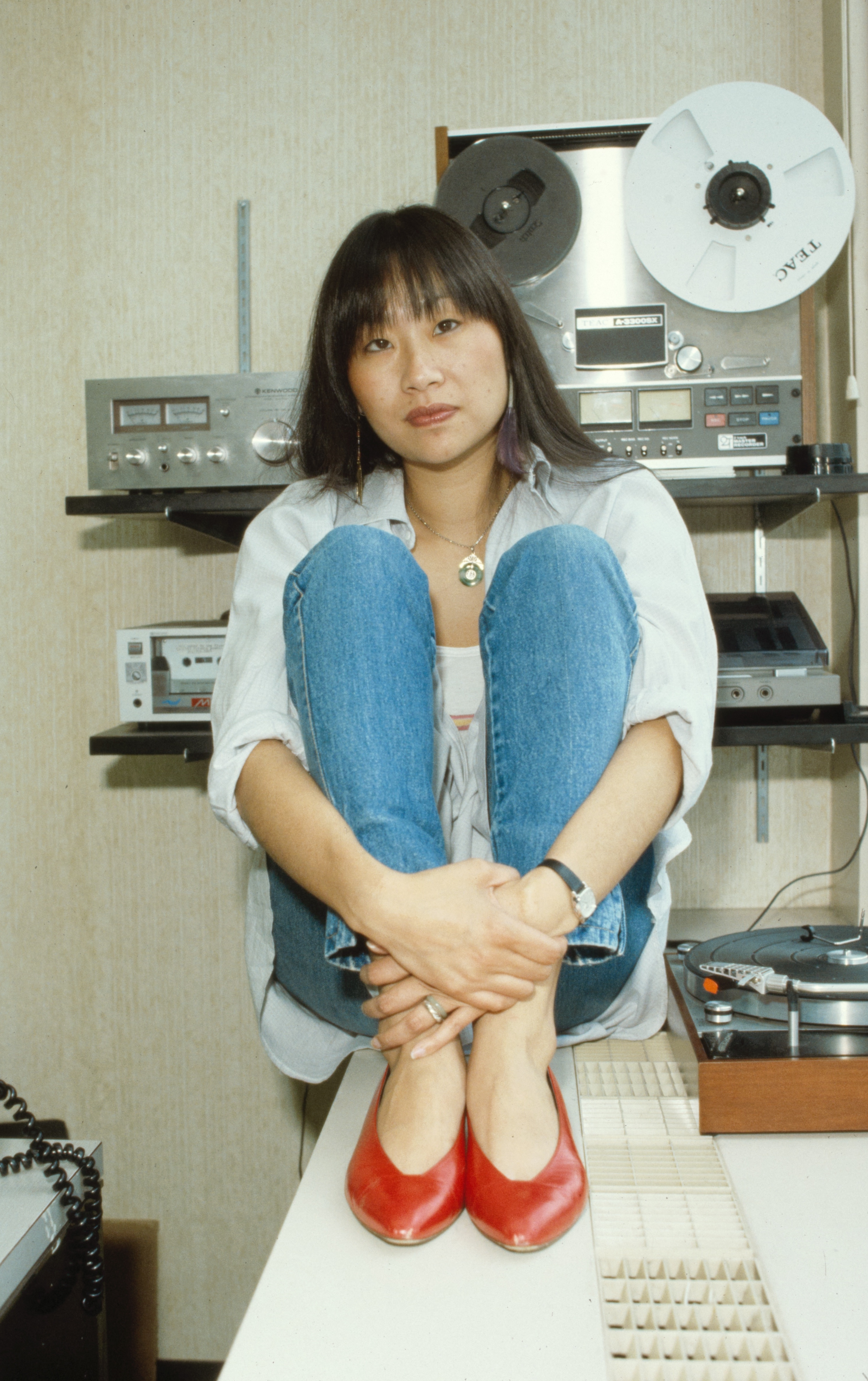
May Pang (1983)

Nachdem Lennon zu Ono zurückgekehrt war, begann Pang als PR-Manager für United Artists Records und Island Records zu arbeiten und arbeitete an Alben von Bob Marley und Robert Palmer.
Pang veröffentlichte 1983 ihre Memoiren Loving John. Sie wurden aktualisiert und in John Lennon: The Lost Weekend umbenannt. Das ursprünglich 500 Seiten umfassende Buch Loving John konzentrierte sich hauptsächlich auf Pangs Rolle auf Lennons Alben und Sessions. Es wurde auf 300 Seiten gekürzt und konzentrierte sich hauptsächlich auf die aufsehenerregenden Aspekte ihrer Beziehung. Es enthielt auch Postkarten, die Lennon während seiner Reisen durch die Welt in den späten 1970er Jahren an Pang geschrieben hatte. Pang behauptet, sie und Lennon seien bis 1977 ein Liebespaar geblieben und bis zu seinem Tod in Kontakt geblieben.
Pangs Fotobuch Instamatic Karma wurde 2008 veröffentlicht. Neben den offenen persönlichen Porträts enthält das Buch einige historisch bedeutsame Fotos, etwa Lennons Unterschrift unter der offiziellen Auflösung der Partnerschaft der Beatles und eines der letzten bekannten Fotos von John Lennon und Paul McCartney zusammen (von 1974). Cynthia Lennon spendete auf der Rückseite des Buches und würdigte darin Pangs Rolle bei der Wiedervereinigung Lennons mit seinem entfremdeten ersten Sohn Julian.

### Nachfolgendes Privatleben
Pang heiratete 1989 den Plattenproduzenten Tony Visconti; das Paar ließ sich 2000 scheiden. Sie hatten zwei Kinder. Pang steht noch immer mit einigen Menschen aus ihrer Zeit mit Lennon in Kontakt, und Paul McCartney lud sie zu Linda McCartneys Gedenkgottesdienst ein. Sie war 2002 eingeladener Gast beim Concert for George und blieb Cynthia Lennon und Lennons erstem Sohn Julian eng verbunden.
Obwohl sie 30 Jahre lang keinen Kontakt hatten, traf Pang Ono am 9. Oktober 2006 zufällig in Island, an dem Tag, als Lennon seinen 66. Geburtstag gefeiert hätte. Ono war in Island, um in Reykjavík eine Skulptur zu enthüllen, und wohnte im selben Hotel.
Pang lebt immer noch in New York City. Sie arbeitet ehrenamtlich in einem Tierheim namens Animal Haven in New York und besaß einen Hund, der nach dem Hurrikan Katrina gerettet wurde. Außerdem ist sie gemeinsam mit ihrer On-Air-Partnerin Cynthia Neilson Co-Moderatorin einer Internet-Talkshow, Dinner Specials with Cynthia and May Pang, auf blogtalkradio.com.

## Werke

### Fotografie
Gleichzeitig mit der Veröffentlichung des Dokumentarfilms The Lost Weekend: A Love Story im Jahr 2022 veröffentlichte Pang eine Sammlung ihrer Fotografien von Lennon, die in einer Wanderausstellung mit dem Titel The Lost Weekend: The Photography of May Pang zum Verkauf angeboten wurden.

### Schmuck
Pang gründete ihr eigenes Schmuckgeschäft. Sie entwirft Feng-Shui-Schmuck aus Edelstahl.

### Der Dokumentarfilm
Das Tribeca Film Festival kündigte die Premiere von The Lost Weekend: A Love Story, einem 97-minütigen Dokumentarfilm über Pangs Leben und ihre Beziehung zu Lennon, am 10. Juni 2022 per virtuellem Home-Viewing an. Der Film wurde von Eve Brandstein, Richard Kaufman und Stuart Samuels produziert und inszeniert. The Lost Weekend lief am 13. und 14. April 2023 für eine begrenzte Zeit international in den Kinos und war im Oktober 2023 per Streaming und auf Blu-Ray verfügbar.

### Filmografie
- 1980: Jet Set Superstar (Musikvideo)
- 1980: David Bowie: Fashion (Musikvideo)
- 1986: Sodbrennen (Heartburn)